# Hyssopus clypealis
Hyssopus clypealis är en stekelart som beskrevs av Schauff 1985. Hyssopus clypealis ingår i släktet Hyssopus och familjen finglanssteklar. Inga underarter finns listade i Catalogue of Life.